# ماركوس يوهانسون (لاعب كرة قدم)
ماركوس يوهانسون (بالسويدية: Marcus Johansson)‏ (24 أغسطس 1993 بهالمستاد في السويد - ) هو لاعب كرة قدم سويدي في مركز مهاجم ‏.

## وصلات خارجية
- ماركوس يوهانسون (لاعب كرة قدم) على موقع اتحاد السويد (السويدية)
- ماركوس يوهانسون (لاعب كرة قدم) على موقع قاعدة بيانات كرة القدم.إي يو (الإنجليزية)
- ماركوس يوهانسون (لاعب كرة قدم) على موقع Soccerway.com (الإنجليزية)